# Ahat
Ahát je mineral in hkrati tudi poldragi kamen različnih barv. Uporablja se predvsem za izdelavo nakita.

## Zgodovina
Theopharostos je dal ahatu ime, ker je bil najprej najden v reki Achates (danes Drillo, Sicilija).
V začetku 17. stoletja je imela predelava ahatov že precej velik pomen. Obseg je zelo pridobila predelava ahatov v drugi polovici 18. stoletja, ko so jih začeli vgrajevati najprej v srebrn nakit, kasneje pa še v pozlačen tombak (medenina z majhnim odstotkom cinka). Ta izdelava nakita (Bijouterie fausse) se je razvila v območju Obersteina (Rheinland-Pfalz, Nemčija). Kasneje so dajali na trg tudi izdelke samo iz kovin. 
Po letu 1813 so odkrili možnost spreminjanja barv ahata z žganjem. Leta 1819 je neki trgovec iz kraja Idar v Obersteinu od nekega rimskega rezalca plemenitih kamnov prinesel domov skrivnost, kako se ahat pobarva črno. Po tem se je barvanje ahata razvijalo zelo hitro in je bilo eden od vzrokov za razcvet industrije ahata, ki je obdelovala tudi uvožene ahate iz Urugvaja. Od leta 1834 so prihajali urugvajski ahati v Idar in povzročili nesluten razmah te industrije v Idarju in Parizu, predvsem umetnost rezanja kamnov. Izdelovali so predvsem kameje, poleg tega pa tudi intarzije. Izdelki so imeli vsaj deloma veliko umetniško vrednost.
Obstajajo tudi umetni ahati, izdelani so iz barvanega stekla in zelo podobni pravim ahatom.

## Lastnosti
Ahat je mineral, ki je polimorfna, slabo kristalinična oblika kremena (SiO2). Ahat ima lepo, črtasto risbo zaradi ritmične kristalizacije.

## Struktura
Ahat ima praviloma koncentrične ali neenakomerne plasti, ki izpolnjuje votel prostor. Ahat je iz raznih variant kalcedona, mikrokristalizirane  kremenčeve kisline. Posamezne plasti imajo bolj ali manj grobo strukturo in so lahko izredno tanke. Lahko jih je nekaj sto na 1 mm. Amorfne kremenčeve kisline praviloma ni v ahatih. Različne barve imajo izvor v različnih železovih in manganovih spojinah, vendar so oniksi (črne in bele plasti) in sardoniksi (rdeče in bele plasti) velikokrat umetno pobarvani. Pogosto objema plašč votel prostor, v katerem so drugi kristali.

## Nahajališča
Ahati nastajajo predvsem v votlih prostorih v lavi, lahko pa tudi v sedimentih.
Nahajališča so v:
- Lepoglava, Hrvaška
- Češka
- Brazilija
- Idar-Oberstein (Rheinland-Pfalz, Nemčija)
- Sicilija
- Urugvaj
- Monte Tondo pri Vinzenci
- Schlottwitz (Saška, Nemčija)

## Pomen kot surovina
Zaradi velike trdote in odpornosti proti vplivom kemikalij se ahat uporablja tudi v tehniki. Že od nekdaj se uporabljajo za krašenje prstanov, zapestnic, ročajev nožev, … Za uporabo kot poldrag kamen se pogosto izkorišča možnost barvanja ahata. To barvanje ima osnovo v različni lastnosti posameznih plasti, od katerih so ene porozne, druge pa ne. Večina oniksov (črno-bel) se izdela umetno. Ahat v razredčeni raztopini medu ali sladkorja segrevajo 2 do 3 tedne. Nato ga kuhajo v koncentrirani žvepleni kislini. Po kuhanju se brusi, Po brušenju ga vložijo za en dan v olje in očistijo v otrobih. V porozne plasti se vpije med, ki ga žveplena kislina poogljeni. Glede na poroznost so plasti od sive do črne barve. Po obdelavi so bele plasti še bolj bele. Z različnimi kemikalijami lahko ustvarijo različne barve, če le ahat vpija tekočino. Pred obdelavo ahate pogosto žgejo in naknadno potopijo v žvepleno ali soliterno kislino. Pri tem se spremenijo barve. Barvanje opravijo praviloma na obdelanih kamnih, čeprav prodre barva zelo globoko.